# Орьевский сельсовет
Орьевский сельсовет — сельское поселение в Саянском районе Красноярского края Российской Федерации.
Административный центр — посёлок Орье.

## История
Статус и границы сельского поселения установлены Законом Красноярского края от 18 февраля 2005 года № 13-3007 «Об установлении границ и наделении соответствующим статусом муниципального образования Саянский район и находящихся в его границах иных муниципальных образований»

## Население
| 2010 | 2012 | 2013 | 2014 | 2015 | 2016 | 2017 |
| ---- | ---- | ---- | ---- | ---- | ---- | ---- |
| 382  | ↗391 | ↘385 | ↘383 | →383 | ↗396 | ↘391 |

## Состав сельского поселения
| № | Населённый пункт | Тип населённого пункта          | Население |
| - | ---------------- | ------------------------------- | --------- |
| 1 | Кан-Оклер        | посёлок                         | ↘90       |
| 2 | Орье             | посёлок, административный центр | 292       |

## Местное самоуправление
Орьевский сельский Совет депутатов
Дата избрания: 14.03.2010. Срок полномочий: 5 лет. Количество депутатов:  7
Глава муниципального образования
- Базитов Сергей Владимирович. Дата избрания: 14.03.2010. Срок полномочий: 5 лет